# Pandemia de COVID-19 en Canadá
La pandemia de COVID-19 en Canadá se confirmó el 27 de enero de 2020, después de que un hombre portador del COVID-19 regresó a Toronto de un viaje a China, incluido Wuhan.
Se han informado casos confirmados en todas las provincias y territorios de Canadá, excepto en Nunavut. Otros 13 casos involucran ciudadanos repatriados del crucero Grand Princess. Al 17 de julio de 2020, se han reportado 109 669 casos confirmados, 96 689 recuperaciones y 8839 muertes. Hasta marzo, todos los casos estaban vinculados al historial reciente de viajes a un país con un número sustancial de casos de coronavirus. El primer caso de transmisión comunitaria en Canadá se confirmó en Columbia Británica el 5 de marzo y el jefe de salud de Toronto anunció el 16 de marzo que hay "alguna evidencia de transmisión comunitaria".
La mayoría de las provincias implementaron cierres de escuelas y guarderías, prohibiciones de grandes reuniones, así como el cierre de varios lugares de ocio y entretenimiento a mediados de marzo. El 16 de marzo, Canadá restringió severamente su acceso fronterizo, prohibiendo a los viajeros de todos los países excepto los Estados Unidos; El 18 de marzo, los viajeros de los Estados Unidos también fueron prohibidos en un acuerdo mutuo con el gobierno de los Estados Unidos. La Agencia de Servicios Fronterizos de Canadá (CBSA) implementó señalizaciones en los aeropuertos de Toronto, Vancouver y Montreal para crear conciencia sobre el COVID-19 y agregó una pregunta de revisión de salud a los quioscos electrónicos para los pasajeros que llegaran desde el centro de China; sin embargo, no hay vuelos directos desde Wuhan a Canadá.
La esposa del primer ministro canadiense, Sophie Grégoire Trudeau, dio positivo al virus, siendo el primer caso de cónyuge del líder de un país que lo contrae. Luego del aislamiento al que se sometió, se confirmó su recuperación el 28 de marzo. Otros políticos se aislaron debido a síntomas de COVID-19.
Hasta el 20 de febrero de 2022, se contabiliza la cifra de 3,241,867 casos confirmados, 36,041 fallecidos y 3,080,519 recuperados del virus.

## Antecedentes
El 7 de enero de 2020, cuando parecía que estaba surgiendo una crisis de salud en Wuhan, la Dra. Theresa Tam, directora de salud pública de Canadá, aconsejó a los canadienses: "Hasta la fecha no hay evidencia de que esta enfermedad, sea por lo que sea causado, se propaga fácilmente de persona a persona; ningún trabajador de la salud que atiende a los pacientes se ha enfermado; un signo positivo". 
El 15 de enero, el gobierno federal activó su Centro de Operaciones de Emergencia. 
El 17 de enero, la Agencia de Servicios Fronterizos de Canadá (CBSA, por sus siglas en inglés) indicó que había planes en marcha "para implementar la señalización" en los aeropuertos de Montreal, Toronto y Vancouver para crear conciencia sobre el virus, y que se agregaría una pregunta adicional de detección de salud a los quioscos electrónicos para pasajeros que llegan del centro de China. La agencia señaló que el riesgo general para los canadienses era bajo y que no había vuelos directos desde Wuhan a Canadá. La CBSA dijo que, en ese momento, no implementaría medidas de detección adicionales, sino que "supervisaría la situación de cerca".
El 23 de enero, el ministro de Salud federal, Patty Hajdu, dijo que cinco o seis personas estaban siendo monitoreadas para detectar signos del virus. Ese mismo día, la Dra. Theresa Tam fue miembro del comité de la OMS que transmitió que era demasiado temprano para declarar una emergencia de salud pública de interés internacional.

## Cronología

### Enero 2020
El 25 de enero, el primer caso presunto identificado en Canadá fue un hombre de unos 50 años que viajó entre Wuhan y Guangzhou antes de regresar a Toronto el 22 de enero. Canadá emitió un aviso de viajes no esenciales a China debido al brote, incluido un aviso de viaje regional para evitar todos los viajes a la provincia de Hubei. Funcionarios federales de salud declararon que el riesgo en Canadá era bajo. El 26 de enero, la Dra. Theresa Tam declaró "No hay evidencia clara de que este virus se transmita fácilmente de persona a persona. El riesgo para los canadienses sigue siendo bajo". Pruebas finales realizadas en el Laboratorio Nacional de Microbiología en Winnipeg, Manitoba confirmó el supuesto caso el 27 de enero, confirmando el primer caso oficial en Canadá. El 29 de enero, Tam dijo a los canadienses que "va a ser raro (COVID-19), pero estamos esperando casos".
El 29 de enero, el ministro de Asuntos Exteriores, François-Philippe Champagne, anunció que se enviaría un avión para repatriar a los canadienses de las áreas afectadas por el virus en China.
El 30 de enero, la OMS declaró al brote de Wuhan como "emergencia de salud pública de interés internacional".

### Febrero 2020
El 2 de febrero, las Fuerzas Armadas canadienses anunciaron que planeaban alquilar un avión para ayudar en la evacuación de los ciudadanos canadienses que aún se encontraban en Wuhan, una vez que China lo autorizara, con la intención de llevarlos al CFB Trenton para su repatriación y exámenes médicos. Solo aquellos que habían ingresado al país con un pasaporte canadiense podrían tomar este vuelo. El primer avión aterrizó en CFB Trenton el 7 de febrero. El 21 de febrero, un vuelo fletado de 131 canadienses a bordo del crucero Diamond Princess fueron puestos en cuarentena después de un brote en un crucero de Japón, y todos los que dieron negativo para el virus, fueron llevados al CFB Trenton para una evaluación adicional antes de ser transportados en autobús al Centro NAV en Cornwall, Ontario para ser puestos en cuarentena.
El 26 de febrero, Hajdu recomendó que los ciudadanos almacenaran alimentos y medicamentos, y señaló que era "bueno estar preparado porque las cosas pueden cambiar rápidamente [en cualquier emergencia]". La recomendación se enfrentó a las críticas de los políticos: el ministro de salud de Manitoba, Cameron Friesen, y la ministra de salud de Ontario, Christine Elliott, sintieron que no era necesario un almacenamiento tan agresivo, mientras que Friesen también sintió que debía haber una mayor coordinación entre los niveles federales y provinciales en términos de información sobre el brote. El ministro en la sombra del Partido Conservador, Matt Jeneroux, opinó que la sugerencia suscitó preocupación y carecía de transparencia. El sitio web de Health Canada no recomendó compras abundantes (para no forzar las cadenas de suministro), y explicó que tener suministros a mano era para "asegurarse de no necesitar salir de su hogar en el pico del brote o si se enferma".

### Marzo 2020

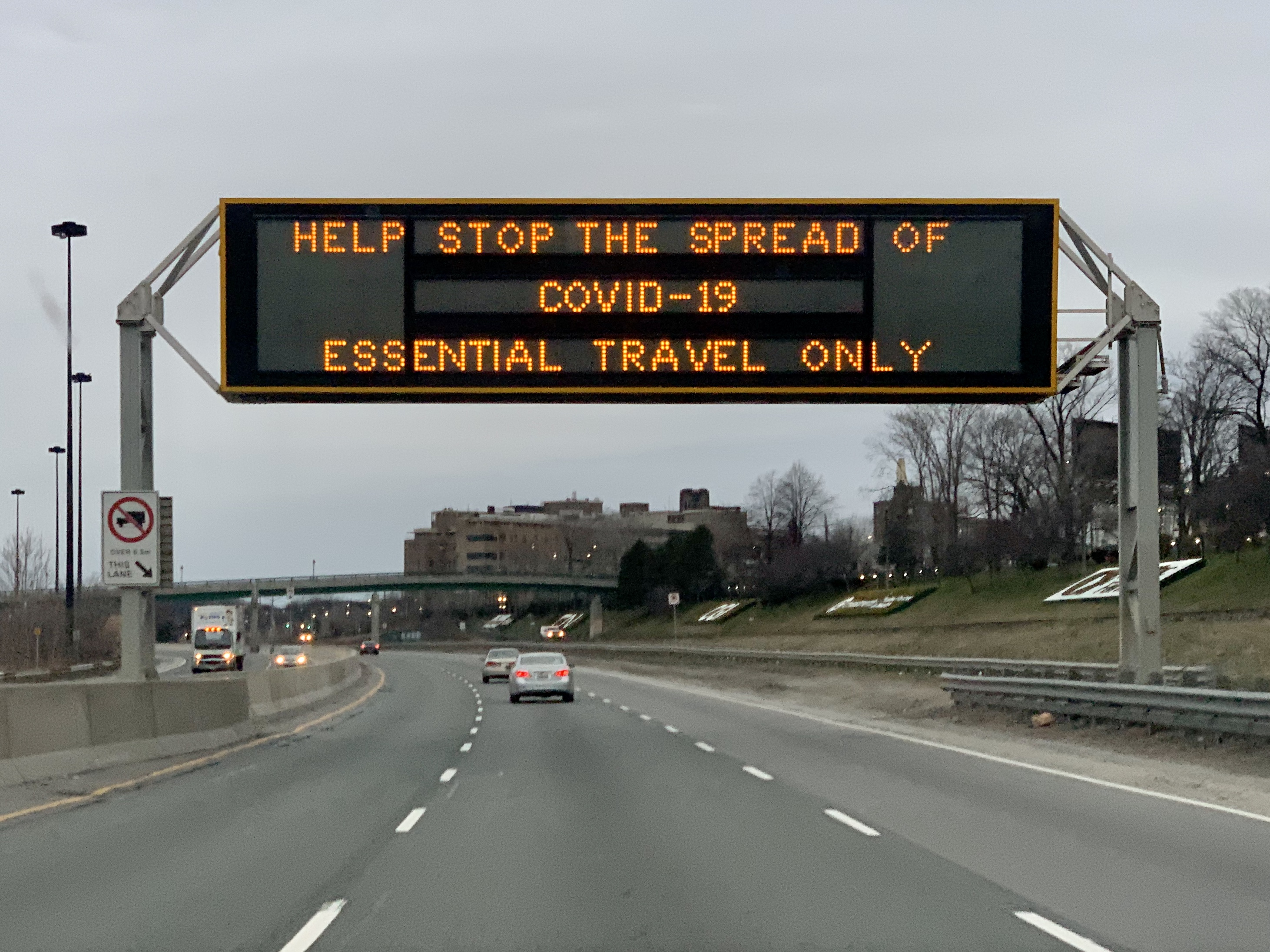
Una señal de carretera en la autopista Gardiner en Toronto desalentando los viajes no esenciales.

El 4 de marzo de 2020, Trudeau anunció su creación del Comité de Gabinete sobre la respuesta federal a la enfermedad por coronavirus, presidida por Chrystia Freeland, "para limitar la propagación del virus" y proteger "la salud y la seguridad de todos los canadienses".
Hajdu anunció el 6 de marzo que el gobierno federal ofrecería $27 millones en fondos a 47 grupos de investigación en 19 universidades para desarrollar medios para manejar el brote. El ministro de Finanzas, Bill Morneau, declaró que el próximo presupuesto federal incluiría medidas en respuesta al brote, incluido un aumento en la provisión de ajuste de riesgo.
El 8 de marzo, Champagne declaró que, a pedido del gobierno de los Estados Unidos, Canadá había alquilado un avión de pasajeros EuroAtlantic para evacuar a los 237 ciudadanos que aún estaban a bordo del crucero Grand Princess. Estuvieron en cuarentena en CFB Trenton durante dos semanas cuando el avión aterrizó el 10 de marzo.
El miembro del parlamento Anthony Housefather anunció el 9 de marzo que estaba en aislamiento como medida de precaución debido a un posible contacto con una persona en una conferencia del Comité de Asuntos Públicos de Israel (AIPAC) en Washington. Al día siguiente, el ministro de Recursos Naturales, Seamus O'Regan, declaró que también estaba en aislamiento mientras esperaba los resultados de una prueba de coronavirus. Había visto a un médico con respecto a un resfriado "persistente", que recomendó la prueba, pero "no estaba al tanto de contactar a nadie infectado". La prueba resultó negativa.
El 11 de marzo, el primer ministro Justin Trudeau anunció un fondo de respuesta de $1 mil millones, incluidos $500 millones para las demás provincias y territorios, una contribución de $50 millones a la Organización Mundial de la Salud y $275 millones adicionales para financiar la investigación de COVID-19 en Canadá. La Ministra de Desarrollo Económico e Idiomas Oficiales, Mélanie Joly, declaró que había estado discutiendo los medios para mitigar el impacto del brote en la industria del transporte aéreo. También la OMS declaró la existencia de una pandemia. El 12 de marzo, después de regresar de un discurso en Londres, Inglaterra, la esposa de Trudeau, Sophie Grégoire Trudeau, dio positivo por COVID-19. Ella y el primer ministro se aislaron. Se cree que el miembro del personal es el primer caso de transmisión comunitaria de Canadá.
El 13 de marzo, Trudeau anunció que el gobierno federal estaba preparando un paquete de estímulo para abordar a los afectados por la pandemia.  También el Parlamento acordó por unanimidad cerrar sus puertas durante cinco semanas (de conformidad con la Orden Permanente 28) debido a COVID-19.
El 16 de marzo, Trudeau anunció que se implementarían nuevas restricciones de entrada poco después de la medianoche del 18 de marzo, principalmente restringiendo la entrada al país a los ciudadanos y sus familias canadienses y residentes permanentes, con la excepción de los Estados Unidos. El 18 de marzo, los canadienses varados en Estados Unidos también fueron prohibidos en un acuerdo mutuo con el gobierno de los Estados Unidos (con excepciones establecidas para los miembros de la familia, empleados esenciales que viajan a través de la frontera y para asegurar el intercambio continuo de bienes). La mayoría de los vuelos internacionales se enrutan a los principales aeropuertos de Canadá para mejorar las medidas de detección. El Ministro de Asuntos Exteriores François-Philippe Champagne, también anunció que para los ciudadanos que todavía están en el extranjero, el país otorgaría préstamos de emergencia de hasta $ 5000 para cubrir los costos de viaje o las necesidades básicas hasta que puedan regresar.
El 24 de marzo, 35 de los 338 miembros de la Cámara de los Comunes del parlamento se reunieron para discutir el Proyecto de Ley C-13, la Ley de Respuesta de Emergencia COVID-19. Los Comunes acordaron "ver suspendida la aplicación de la Orden Permanente 17 [sic] de la sesión actual para permitir a sus miembros la práctica del distanciamiento social".
Mientras tanto, la Dra. Theresa Tam fue citada diciendo la necesidad de los canadienses de usar máscaras quirúrgicas: "la mayoría de la gente no ha aprendido a usar máscaras" y "no hay necesidad de usar una máscara para personas sanas". 
El 28 de marzo, Sophie Grégoire Trudeau anunció su recuperación total y agradeció a sus simpatizantes a través de las redes sociales.
Las cifras de desempleo para el mes de marzo fueron que la economía había eliminado 1 000 000 de empleos, elevando la tasa oficial de desempleo al 7,85%.

### Abril 2020

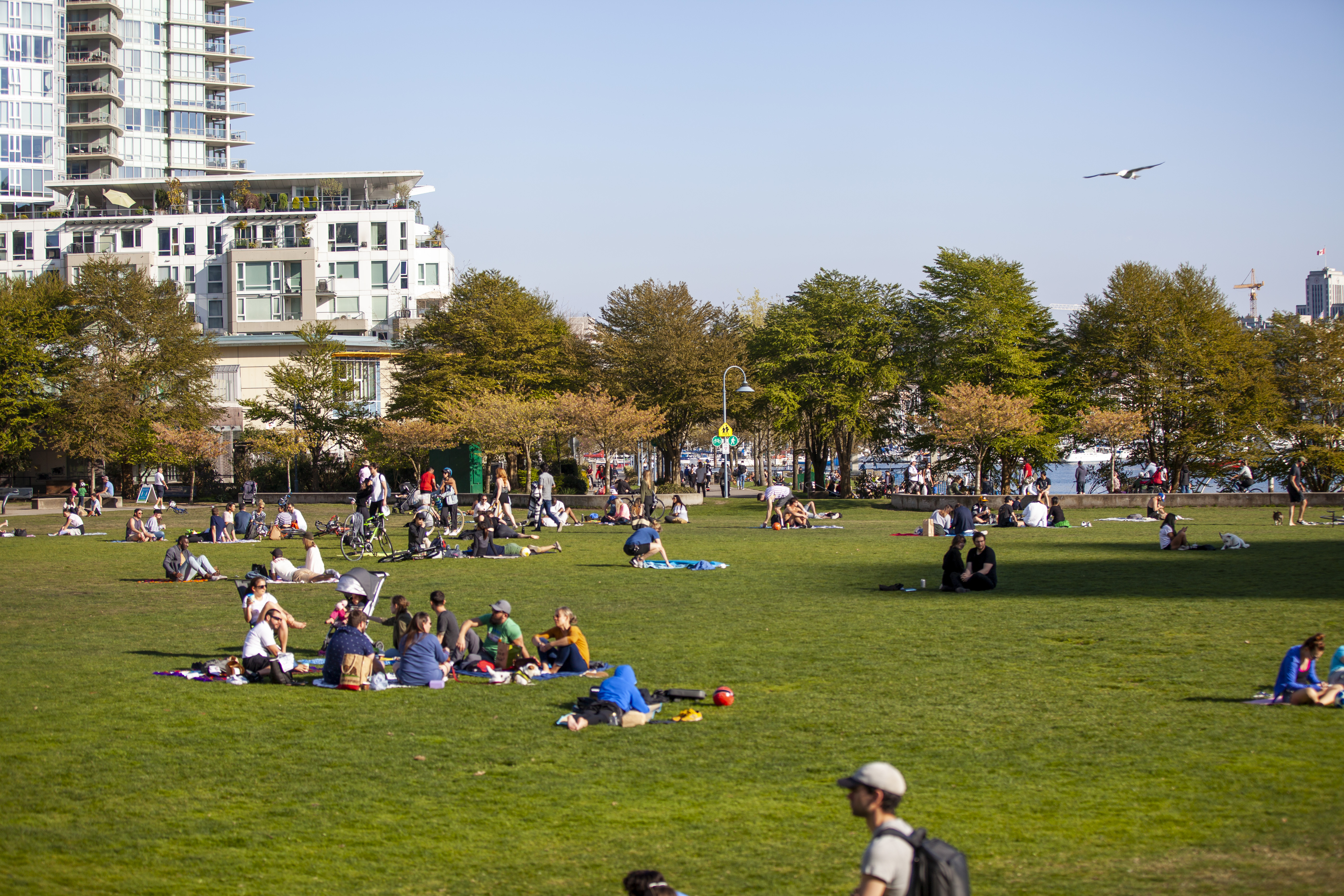
Vancouver, Columbia Británica durante la pandemia de coronavirus el 19 de abril.

El 2 de abril, Trudeau dijo que preveía la expiración de la crisis del coronavirus para julio de 2020.
El 6 de abril, Trudeau introdujo ayuda adicional para el Beneficio de Respuesta a Emergencias de Canadá (CERB), diciendo que "hay grupos de personas que no se están beneficiando de [eso] que probablemente deberían". También el mismo día, la CPHO de Canadá aconsejó el uso de "barbijo al comprar o usar el transporte público" porque "puede reducir la posibilidad de que sus gotas de secreciones entren en contacto con otras personas o superficies". Tam ofreció consejos sobre cómo utilizar "una camisa de algodón combinado con gomas elásticas" para crear un barbijo al bricolaje.
El 9 de abril, el gobierno federal publicó modelos que, incluso con fuertes medidas de salud pública, mostraron entre 11 000 y 22 000 muertes en el transcurso de la pandemia en Canadá, con un número cercano a 300 000 muertes si no se hubieran tomado medidas. Trudeau advirtió que "la normalidad como era antes no volverá a funcionar hasta que obtengamos una vacuna para esto", y que los residentes "tendrían que permanecer vigilantes durante al menos un año".
El mismo día, Trudeau envió una carta a los primeros ministros provinciales y territoriales para consultar sobre la invocación del Estado de emergencia. Si bien la consulta con las provincias es un paso necesario antes de que la Ley pueda ser activada, la Oficina del primer ministro dijo que no había un plan actual para promulgarla y que hacerlo seguía siendo el último recurso. En una teleconferencia entre Trudeau y los primeros ministros más tarde ese día, los primeros comunicaron su oposición unánime a invocar la Ley. 
El 10 de abril, la RCMP reveló que se le había pedido hacer cumplir el aislamiento obligatorio. Las sanciones por infracciones pueden incluir una multa de hasta $ 750 000 y prisión por seis meses. Un reportero dijo que la RCMP "podría ingresar a los hogares para hacer cumplir las órdenes de la cuarentena si los canadienses no se aíslan... [y] harán controles físicos para hacerla cumplir". Se informó que la Célula de Inteligencia Médica del Comando de Inteligencia de las Fuerzas Canadienses (MEDINT) ha presentado informes sobre el brote en Wuhan desde enero de 2020.
El 11 de abril, el Parlamento volvió a reunirse para aprobar el proyecto de ley C-14: COVID-19 Ley de Respuesta de Emergencia, N ° 2, y de ese modo adoptar el CEWS. Al igual que en la reunión anterior del 24 de marzo, 35 diputados sustituyeron a 338 miembros debido al distanciamiento social. Las notas informativas del gobierno detallaron "una burocracia que reacia a poner a los pasajeros entrantes de China en cuarentena obligatoria o cerrar las fronteras a las llegadas de otros puntos críticos (COVID-19)". Yves-François Blanchet apoyó a Trudeau cuando "planteó preocupaciones de salud y seguridad sobre la celebración de reuniones periódicas (con el fin) para respetar el distanciamiento físico". Todo lo que se necesitaba para debatir y aprobar el proyecto de ley en 5 horas tuvo un costo de $73 mil millones.
El 15 de abril, Trudeau advirtió contra la reapertura prematura de la economía, afirmando que "para llegar a ese punto, debemos continuar haciendo lo que estamos haciendo ahora por muchas semanas más".

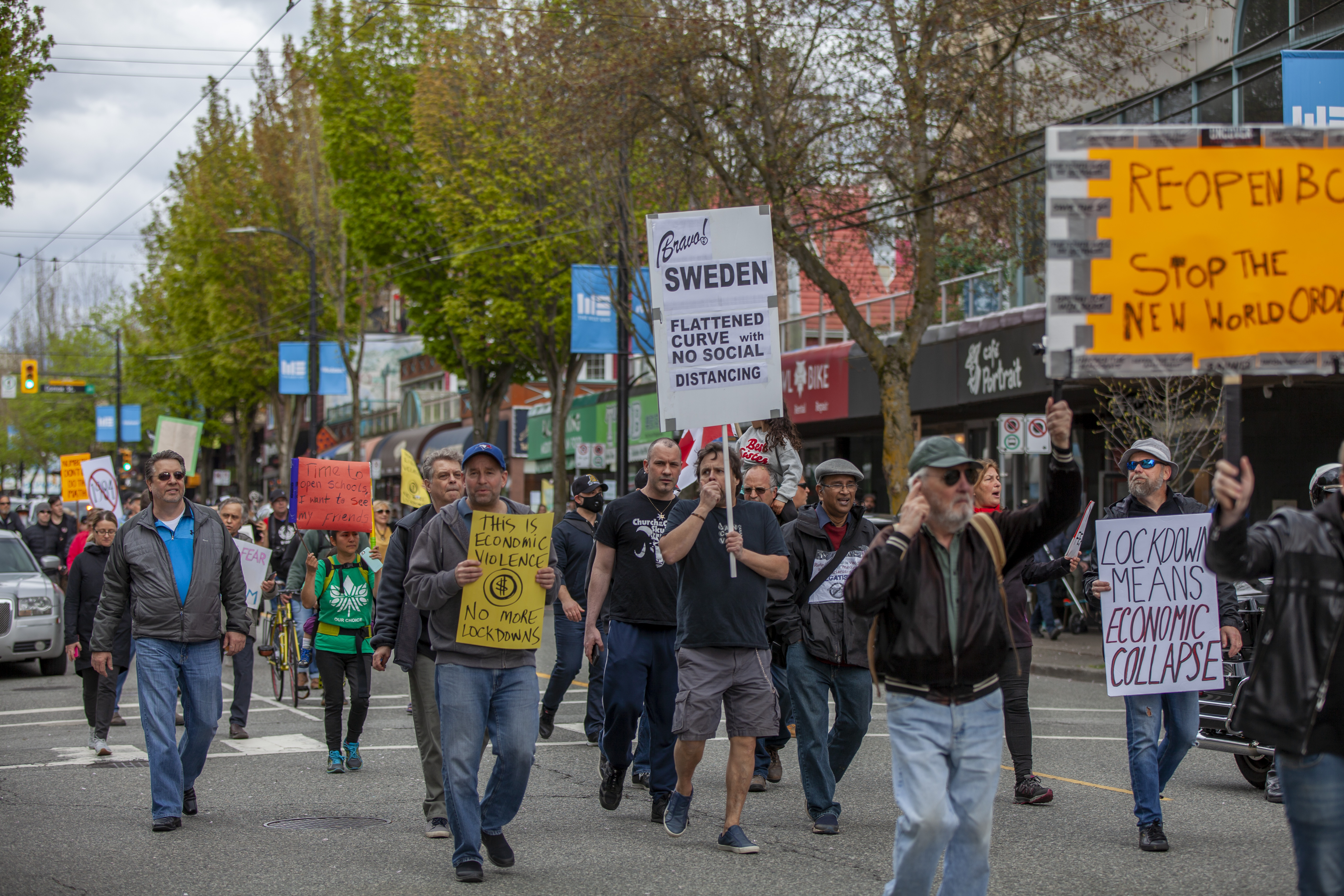
Protesta contra la cuarentena en Vancouver el 26 de abril.

El 20 de abril, la suspensión temporal del Parlamento durante cinco semanas expiró y se votó, sobre las objeciones de Andrew Scheer 's Partido Conservador de Canadá, por un margen de 22-15 para sentarse solamente una vez por semana los miércoles durante el tiempo que Trudeau lata convencer a la nación de que el coronavirus representa un grave riesgo para la salud y la seguridad.
El 28 de abril, se reveló que "el 79% de todas las muertes en el país" estaban conectadas hasta ese momento con "atención a largo plazo y hogares de ancianos".
El 30 de abril, el Oficial de Presupuesto Parlamentario advirtió que el déficit federal para el año fiscal 2020 podría superar los $ 252 mil millones. Robyn Urback emitió desde su columna en The Globe and Mail un ataque abrasador contra el gabinete de Trudeau, titulado "Los canadienses han sido iluminados por gas en China". También el 30 de abril, la ciudad de Ottawa permitió a los musulmanes una exención de la ley de ruido que les permitió utilizar la tecnología moderna de altavoces para amplificar una grabación de cinco minutos de su llamado a la adoración. Esto siguió exenciones similares en Toronto y Mississauga.

### Mayo 2020

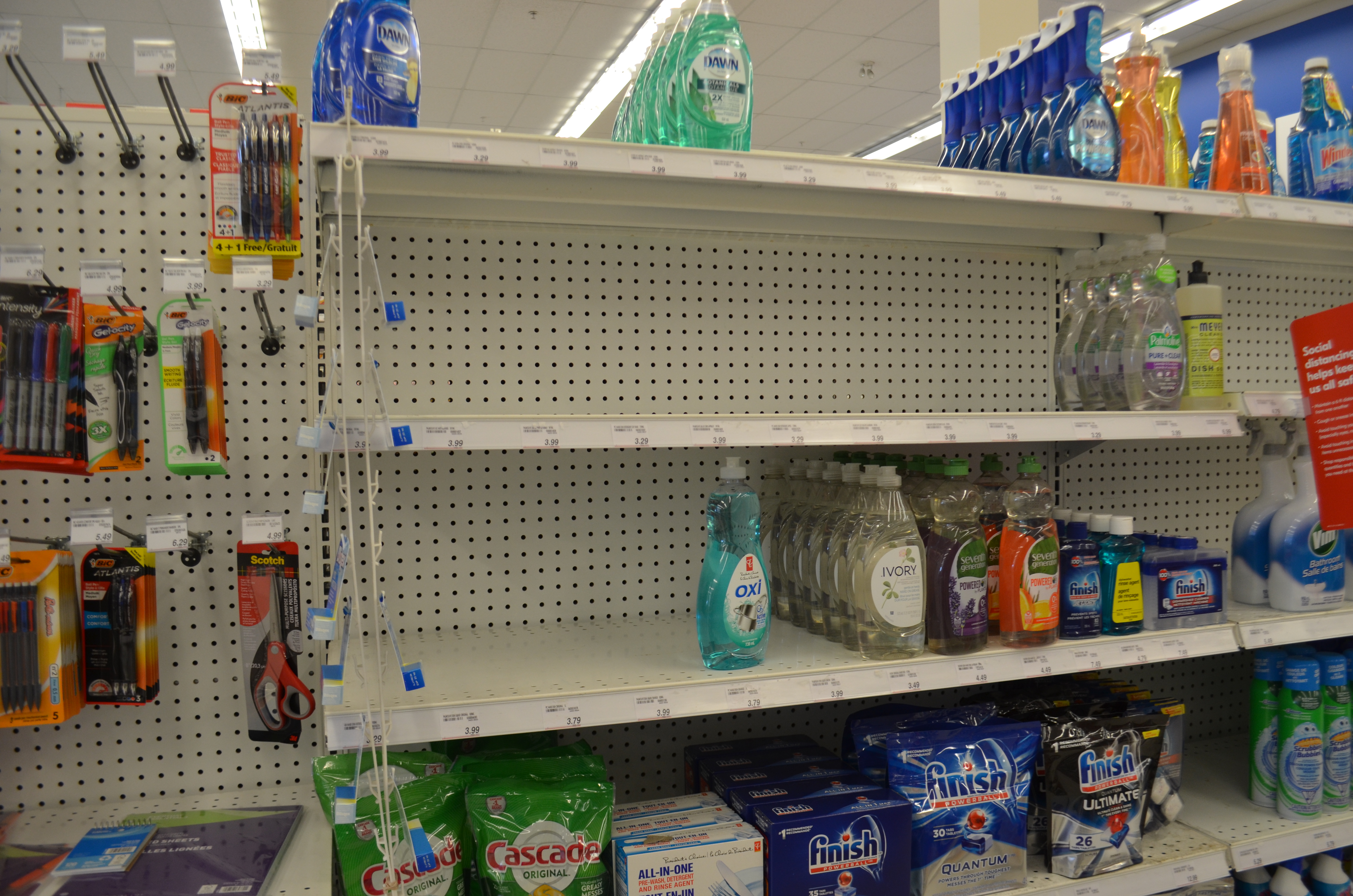
Estantes vacíos de desinfectantes en un supermercado canadiense.

El 1 de mayo de 2020, se concedió el asentimiento real al Proyecto de Ley C-15, para implementar el Beneficio de Emergencia para Estudiantes de Canadá (CESB), después de una consideración superficial de un día por 35 parlamentarios. Estableció un programa de subsidios para graduados de secundaria y estudiantes postsecundarios. Los estudiantes que no podían encontrar empleo o no podían trabajar debido a la pandemia de coronavirus, son elegibles para CA $1250 por mes desde mayo hasta agosto de 2020. Ese mismo día también, salió a la luz que Shanker Nesathurai, director médico de salud (CMOH) para el condado de Haldimand y el condado de Norfolk, ambos a orillas del lago Erie, había emitido una orden en virtud de la Ley provincial de Protección y Promoción de la Salud que lee:

No está permitido ocupar su residencia secundaria dentro de [mi jurisdicción], que incluye una cabaña alquilada, casa de vacaciones, casa de playa, chalet y/o condominio... No está permitido que nadie más ocupe su residencia secundaria dentro de [mi jurisdicción].

Al Consejo del Condado de Norfolk se le dijo que para eliminar el CMOH se requeriría un voto de dos tercios del Consejo junto con la aprobación del gobierno provincial.
El 4 de mayo, Trudeau desalentó a los canadienses de mostrar complacencia debido al levantamiento de las restricciones económicas por parte de las provincias, enfatizando que era "extremadamente importante" para los ciudadanos continuar practicando el distanciamiento social y la higiene personal para evitar la propagación, y no salir "a menos de una necesidad ". Explicó que aunque el país estaba en una "trayectoria positiva", "no estamos fuera de peligro y, sin embargo, requiere que sigamos atentos y vigilantes y siguiendo las instrucciones establecidas por nuestros funcionarios de salud pública".
El 5 de mayo, salió a la luz que el alcalde del municipio de Huron-Kinloss junto al lago Hurón en marzo de 2020 ordenó el cierre del servicio de agua a las propiedades estacionales. Carling Township ordenó que sus instalaciones de lanzamiento de botes permanecieran cerradas, evitando así el acceso a cualquiera que lo necesite, incluidos los residentes estacionales. Los alcaldes de las casas de campo suplicaron al gobierno de Ontario que legisle o que, de alguna otra manera, acepte la responsabilidad de su destino. En un memorando distribuido a sus oficiales médicos subordinados de salud, el Dr. David Williams se asustó por el consejo de CMOH Nesathurai y dijo que:

Mi recomendación actual es no prohibir el acceso a residencias secundarias por orden legal, sino continuar proporcionando comunicaciones que desalienten su uso.

El primer ministro Doug Ford intervino y dijo que no se haría responsable:

Tienes que dar un poco de indulgencia. Si bajas el martillo y dices que simplemente no vendrás, bueno, la gente no va a escuchar. Prepárate, la gente vendrá el 24 de mayo.

También el 5 de mayo, a la industria canadiense de carne roja se le otorgó acceso a subsidios federales de emergencia de COVID-19. El 6 de mayo, el columnista Rex Murphy expresó críticas a lo que llamó el "Gobierno Liberal en la parte inferior de las puertas de la cabaña" (LGBCD). El LGBCD otorgó $850 millones a un "fondo internacional para investigar COVID-19". Preguntó por qué esta suma y no otra, y señaló que "Canadá tiene los mejores científicos y médicos". Murphy describió esta nueva forma de gobierno, en la cual se evitan tales preguntas, como:

Un sueño puro de un gobierno, uno sin oposición, libre de gastar dinero donde quiera, en cualquier cantidad que elija, a quien favorezca. Todos ejecutados durante lo que se llama una "sesión informativa matutina". Que consiste en que su líder (Justin Trudeau) aparezca, solo, haciendo anuncios de enormes cantidades de dinero para ser despedidos en todas las direcciones, a una galería de prensa atenta y obediente, todo debajo de una carpa de plástico o lona frente a Rideau Cottage, en los terrenos de la residencia del gobernador general.

El 8 de mayo salió a la luz que el 60% de las muertes de COVID-19 ocurrieron en Quebec, que tiene alrededor del 20% de la población del país. Montreal fue llamado "el epicentro de la pandemia en Canadá". También el 8 de mayo, el gobierno de Quebec no estaba contento con el programa federal CESB, porque el subsidio de $1250 por mes per cápita dificultaría la capacidad de la provincia de atraer mano de obra estudiantil a las granjas de la provincia, en ausencia de trabajadores agrícolas extranjeros que no pueden viajar a Quebec por el cierre de fronteras internacionales.
El 11 de mayo, Trudeau, Morneau y Bains en una conferencia de prensa dijeron que "un mecanismo de financiación puente para grandes empleadores que necesitan ayuda para superar la recesión económica causada por el coronavirus". Un objetivo declarado era "evitar quiebras de empresas que de otro modo serían viables siempre que sea posible. Las empresas que utilizan el servicio de préstamos tendrán que comprometerse a respetar los acuerdos de negociación colectiva, proteger las pensiones de los trabajadores y apoyar los objetivos climáticos nacionales. Reglas sobre el acceso al dinero pondrán límites a los dividendos, recompras de acciones y pagos ejecutivos". El Fondo de Financiamiento de Emergencia para Empleadores Grandes (LEEFF) solo se enfocó en compañías con ingresos anuales superiores a $300 millones.
El 11 de mayo salió a la luz que los problemas en una planta de arenas petrolíferas en Kearl Lake, Alberta, causaron más de 100 contagios en cuatro provincias. Kearl Lake tiene más de 1400 trabajadores. El sector de arenas petrolíferas fue declarado un servicio esencial por el gobierno de Alberta, por lo que los campamentos de vuelo como Kearl Lake continuaron operando durante la pandemia. Los trabajadores vienen de lejos, generalmente durante turnos de dos semanas sin parar. El 15 de abril, Alberta Health Services declaró un brote con tres casos de la enfermedad. El 16 de abril, hubo 12 casos. El 8 de mayo, el número de casos superó los 100, incluidos 23 ubicados en Columbia Británica, Saskatchewan y Nueva Escocia, ya que el trabajo por turnos permite que los viajeros interprovinciales prosperen. "Al menos tres regresaron a la comunidad de La Loche, en el remoto norte de Saskatchewan. Desde entonces, más de 130 personas han sido infectadas con el contagio en la aldea Dene de 2.800 personas, a unos 600 kilómetros al noroeste de Saskatoon. Dos han muerto". Las políticas de aislamiento de dos semanas fueron establecidas el 19 de abril por las provincias alejadas.
El 12 de mayo, el Oficial de Presupuesto Parlamentario (PBO), Yves Giroux, planteó la posibilidad de que la deuda federal "llegue a $1 billón debido al gasto en ayuda pandémica". Giroux dijo que era posible que los programas de pandemia pudieran costar "más de lo que todo el gobierno federal gastó el año pasado en todo", aproximadamente $ 338 mil millones.  También el 12 de mayo, la ministra de Desarrollo Internacional, Karina Gould, anunció que el contribuyente aportaría $ 600 millones a GAVI, "una alianza de vacunas que mejora el acceso a las vacunas para los niños vulnerables de todo el mundo". 
También el 12 de mayo, Health Canada emitió un comunicado de prensa con el anuncio de que la prueba serológica CCITF se administraría a un millón de canadienses en los próximos dos años. El gobierno ha seleccionado DiaSorin para fabricar las pruebas. 
El 13 de mayo, se reveló que, mientras que en el sistema de cuarentena impuesto por el gobierno de Columbia Británica a las llegadas internacionales, ocho trabajadores agrícolas de 1500 habían dado positivo por la enfermedad de COVID-19. La provincia comenzó a permitir a los granjeros importados en abril y es la única provincia que implementa la cuarentena obligatoria. Ontario ha tenido docenas de casos con granjeros importados. En el oeste, "si los recién llegados no tienen síntomas cuando aterrizan, son enviados a hoteles cerca del Aeropuerto Internacional de Vancouver. La provincia está pagando las habitaciones, el servicio de alimentos y los costos de apoyo a los trabajadores durante el período de autoaislamiento de 14 días. Durante ese tiempo, los empleadores son responsables de pagar a sus trabajadores extranjeros temporales por un mínimo de 30 horas a la semana, a la tarifa por hora que ganarían mientras trabajaran. Se requiere que los operadores agrícolas demuestren prueba del plan de control de infecciones con el Ministerio de Agricultura. Hasta ahora, 219 granjas han presentado planes de salud en línea y se han completado 133 inspecciones para asegurarse de que las granjas estén equipadas y organizadas de manera segura para gestionar los riesgos de COVID-19 ".
El 14 de mayo, el Comité Editorial de Globe and Mail aprobó medidas restrictivas para los viajeros internacionales siguiendo el modelo implementado en la RAEHK.  mientras que el Grupo Lufthansa anunció que reanudaría los vuelos entre Toronto y Frankfurt a partir del 3 de junio,  como parte de su reanudación de los negocios globales.  También el 14 de mayo, Sean Fine observó que la Sección 6 de la Carta de Derechos y Libertades consagra los derechos de movilidad, tales como "el derecho de entrar, permanecer y salir del país; los ciudadanos y los residentes permanentes pueden mudarse a, buscar trabajo y residir en cualquier parte del país ". 
El 15 de mayo, el líder conservador Andrew Scheer dijo en una conferencia de prensa que el comité conservador quería que el Parlamento reanudara su sesión normal el 25 de mayo y deseaba negar su consentimiento al aplazamiento de 35 días que impide el funcionamiento regular del Parlamento. Scheer observó que "los miembros elegidos del Parlamento vienen aquí para ser una voz para sus electores". Debido a que se requiere el consentimiento de todos los partidos para suspender la animación del Parlamento, deberá reanudar la sesión. 
El 19 de mayo salió a la luz durante una conferencia de prensa con Trudeau y Tam que la semana 20 del 2020 frente a las mismas cifras en 2019 vio una caída del 88 por ciento en los cruces fronterizos terrestres, y una caída del 98 por ciento en los viajes aéreos internacionales.  Al día siguiente, CPHO Tam revocó su decisión de marzo sobre el uso de máscaras y comenzó a pedir a los canadienses que comenzaran a usar máscaras.
El 20 de mayo, un residente de Nueva Escocia a quien se le prohibió asistir al funeral de su madre en Newfoundland notificó a la provincia su intención de demandar en Newfoundland y Labrador Supreme Court porque sentía que sus derechos bajo la Sección 6 de la Carta de Derechos y Se habían violado las libertades y las provincias no pueden hacer cumplir las prohibiciones porque no tienen poderes enumerados para hacerlo. 
El 21 de mayo, que salió a la luz que las Fuerzas Armadas de Canadá, que habían sido encargados previamente en el funcionamiento del láser con el cuidado de las personas mayores en la atención a largo plazo de Ontario y Quebec potencialmente habían sido víctimas de un COVID-19 SSEV. La enfermedad afectó a 25 soldados a partir de esta fecha, pero ni la CAF ni el DND divulgaron detalles. 
El 22 de mayo, la ministra de Salud, Patty Hajdu, interrumpió una línea de preguntas al CPHO de un parlamentario de la oposición porque estaba investigando por qué el Sistema Nacional de Arsenales de Emergencia (NESS) había sido subfinanciado mientras que los canadienses llovieron cientos de veces más en el extranjero. En 2006, la Dra. Theresa Tam, quien luego se convertiría en la CPHO, fue la autora principal del documento CPIP. El informe de 2006 informa que habrá un arsenal de suministros médicos de 16 semanas en el NESS para cubrir dos olas pandémicas. 
El 25 de mayo, la secretaria Parlamentaria del ministro de Defensa Nacional, Anita Vandenbeld, reveló a la tercera sesión del 43.º Parlamento canadiense reanudado que 36 soldados de la Operación LASER habían sido infectados con la enfermedad COVID-19. Vandenbeld corrigió el registro de Cheryl Gallant, quien había tenido la impresión errónea de que solo 28 soldados (12 positivos en Ontario y 16 en Quebec) habían sido infectados. También ese día, Doug Ford anunció que Ontario tenía un mapa de calor de las ubicaciones de los brotes, y que Brampton, norte de Etobicoke, Scarborough, el Municipio Regional de Peel, Windsor, y el condado de Essex estaban "iluminándose como árboles de Navidad". Se reveló que las unidades de salud pública del área de Toronto representan el 65% de los casos en Ontario.

### Septiembre 2020
Hasta el 24 de septiembre de 2020, Canadá tenía 147,753 casos confirmados, con 127,788 recuperaciones y 9,243 muertes.

## Estadísticas

### Casos por provincias y territorios
| Ontario                   | 1 311 923 | 13 296 | -          |
| Quebec                    | 1 072 937 | 15 484 | 17 794 086 |
| Nueva Escocia             | 99 112    | 392    | 1 983 926  |
| Nuevo Brunswick           | 66 816    | 422    | -          |
| Manitoba                  | 145 121   | 1944   | 1 546 895  |
| Territorios del Noroeste  | 11 502    | 22     | 41 727     |
| Columbia Británica        | 373 344   | 3577   | -          |
| Isla del Príncipe Eduardo | 38 628    | 35     | 261 676    |
| Yukón                     | 4410      | 28     | -          |
| Saskatchewan              | 139 386   | 1389   | 1 588 176  |
| Alberta                   | 584 265   | 4579   | -          |
| Terranova y Labrador      | 46 891    | 188    | 672 026    |
| Nunavut                   | -         | -      | -          |
| Canadá                    | 3 897 879 | 41 363 | 62 387 772 |